# Kristoffer Berntsson
Johan Kristoffer Berntsson, född 13 juli 1982 i Göteborg, är en före detta svensk konståkare på elitnivå. Han nådde som bäst sjunde plats på EM och nionde plats på VM.

## Biografi
Kristoffer Berntsson började med konståkning vid fem års ålder, 1987.
Berntsson har deltagit i EM åtta gånger med en sjundeplats som bästa placering (2008) och i VM sju gånger med niondeplatsen 2007 som bästa resultat. Han deltog i olympiska vinterspelen 2006. Dessutom tog han under karriären sex NM- och åtta SM-guld.
Kristoffer Berntsson var den första manlige svenske konståkaren som klarade en trippel axel.
9 mars 2011 offentliggjordes att 2010/2011 kommer att bli Berntssons sista säsong som konståkare.

## Meriter
VM-deltaganden och resultat:
- 2001 – 31:e plats[5]
- 2002 – 29:e plats[5]
- 2003 – 31:e plats[5]
- 2004 – 21:e plats[5]
- 2005 – 14:e plats[5]
- 2006 – 23:e plats[5]

- 2007 – 7:e plats[6]